# شپرد استرالیایی
شپرد استرالیایی (به انگلیسی: Australian Shepherd)، نام یکی از نژادهای سگ است که خاستگاه آن به ایالات متحده آمریکا بازمی‌گردد. وزن جنس نر شپرد استرالیایی ۲۳–۲۹ کیلوگرم (۵۰–۶۵ پوند) است و وزن جنس مادهٔ آن ۱۴–۲۰ کیلوگرم (۳۰–۴۵ پوند). قد جنس نر شپرد استرالیایی ۵۱–۵۸ سانتیمتر (۲۰–۲۳ اینچ) است و قد جنس مادهٔ آن ۴۶–۵۳ سانتیمتر (۱۸–۲۱ اینچ). شپرد استرالیایی در هر بار زایمان ۳ تا ۱۰ میانگین ۷ می‌زاید.